# 394e régiment de fusiliers motorisés
Le 394e régiment de fusiliers motorisés (en russe : 394-й мотострелковый полк, abrégé 114-й мсп), de son nom complet le 394e régiment de fusiliers motorisés de l'ordre du Drapeau rouge (en russe : 394-й мотострелковый Краснознамённый полк), numéro d'unité militaire 25573, est une unité des forces terrestres russes.
L'unité fait partie de la 127e division de fusiliers motorisés de la 5e armée combinée du district militaire est, basée à Sergueïevka dans le kraï du Primorié.

## Historique
L'unité hérite des traditions d'une unité soviétique antérieure, la 76e brigade de chars, créée le 1er octobre 1941 en Extrême-Orient.
En 1945, l'unité participe à la guerre soviéto-japonaise au sein de la 5e armée du 1er front d'Extrême-Orient. Lors de l'offensive Harbin-Jilin (en), la brigade reçoit l'ordre du Drapeau rouge.
En 1945, la brigade est réorganisée en 76e régiment de chars au sein de la 2e division de chars.
En 1957, le 76e régiment de chars est réorganisé en 184e régiment de chars (unité militaire n° 35256) au sein de la 32e division de chars.
En 1970, le 184e régiment de chars est réorganisé en 394e régiment de fusiliers motorisés (unité militaire n° 35256) au sein de la 277e division de fusiliers motorisés.
Lors de la modernisation des forces armées russes, le régiment est dissous en 2009. L'unité est finalement remise sur pied en 2018 au sein de la 127e division de fusiliers motorisés.
Déployée sur le front Sud puis front Est de l'invasion russe de l'Ukraine,,, le régiment est engagé dans la bataille de Sievierodonetsk en 2022 et dans la contre-offensive ukrainienne de 2023.